# Доло (Италия)

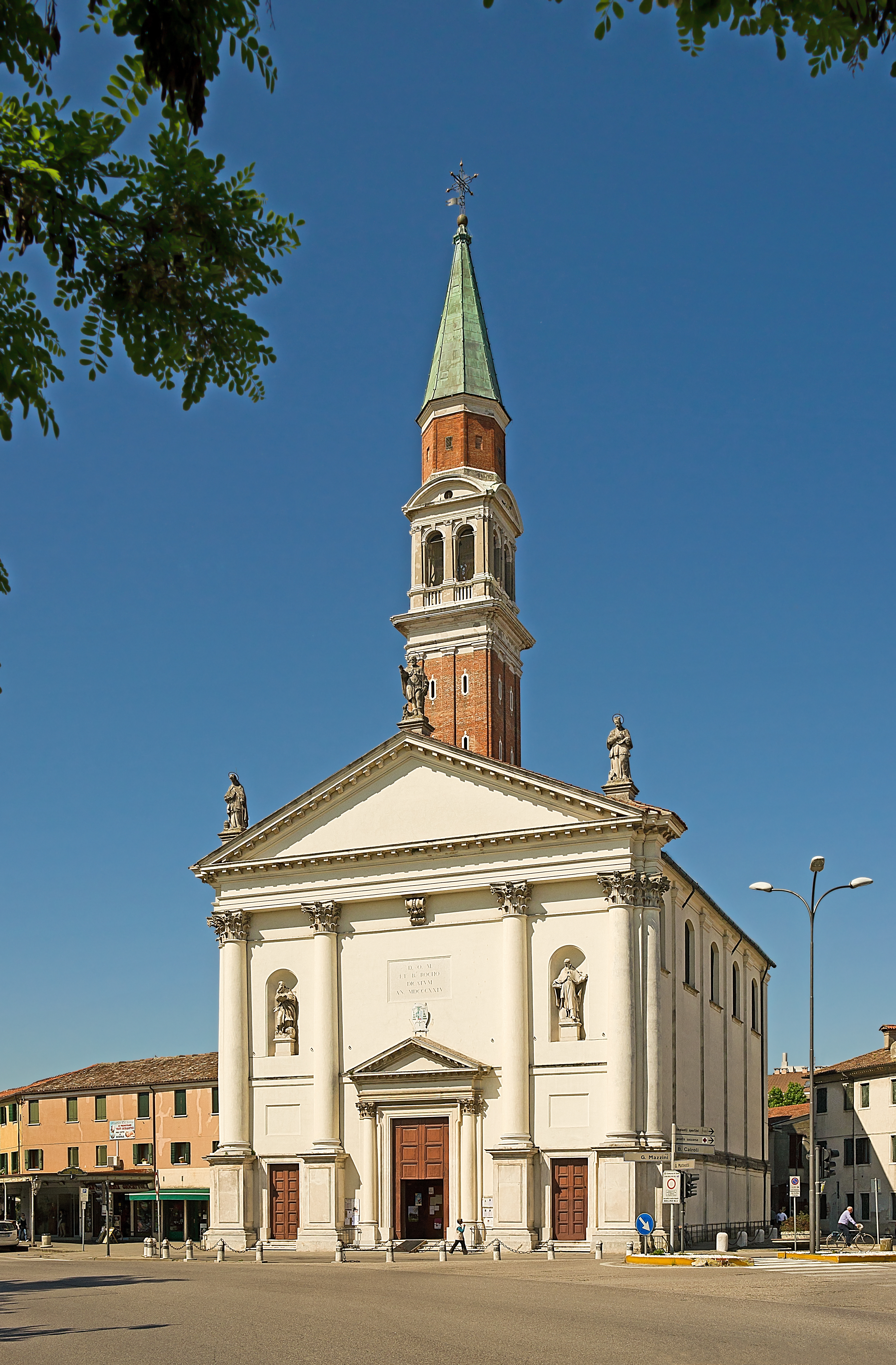
San Rocco

Доло (итал. Dolo) — коммуна в Италии, располагается в провинции Венеция области Венеция.
Население составляет 14996 человек (2008 г.), плотность населения составляет 623 чел./км². Занимает площадь 24 км². Почтовый индекс — 30031 (Dolo e Arino); 30030 (Sambruson). Телефонный код — 041.
Покровителем населённого пункта считается святой Рох.

## Демография
Динамика населения:

## Администрация коммуны
- Официальный сайт: http://www.comune.dolo.ve.it/ Архивная копия от 10 мая 2011 на Wayback Machine